# Wilhelm zu Sayn-Wittgenstein-Hohenstein

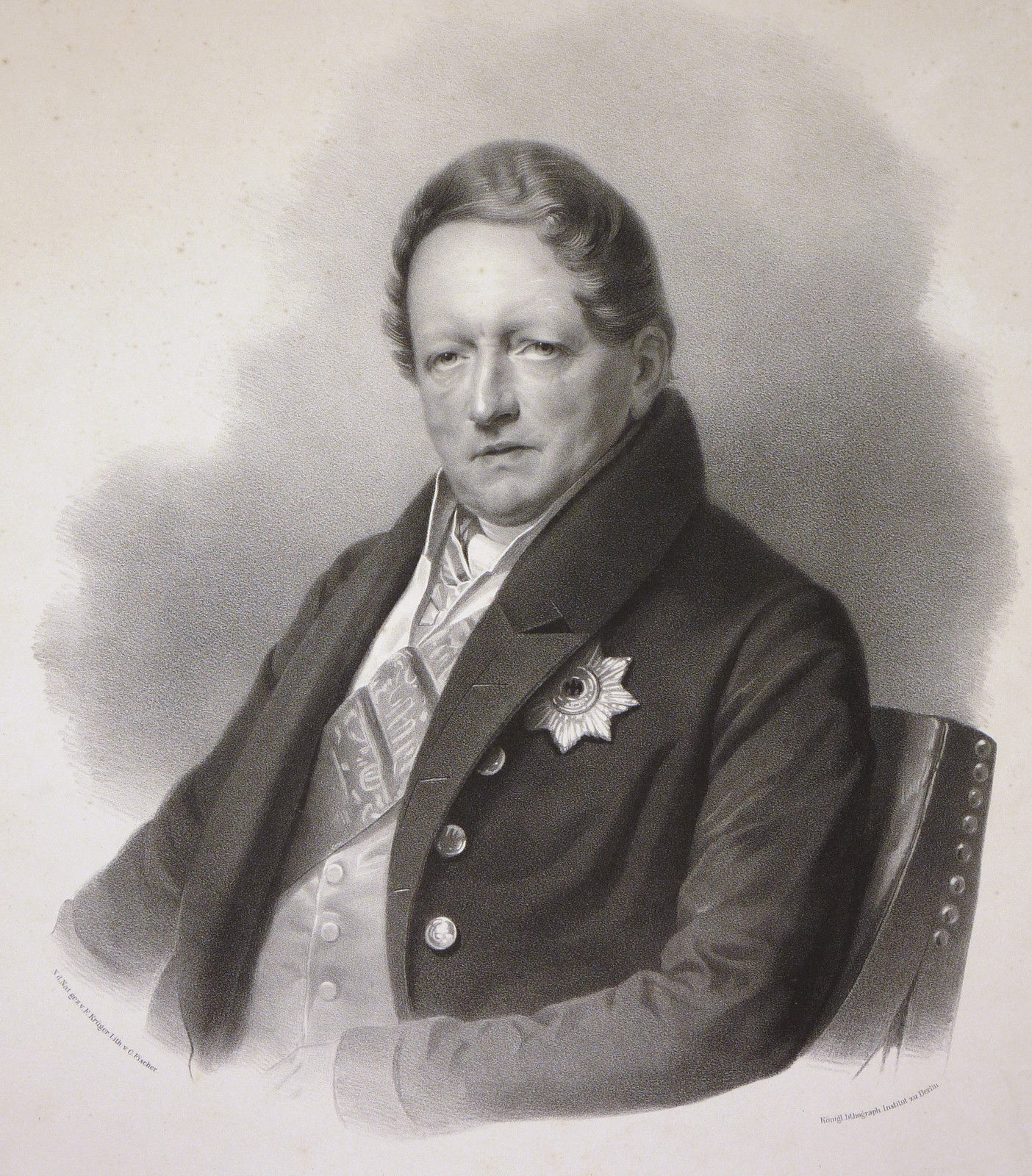
Wilhelm Ludwig Georg zu Sayn-Wittgenstein-Hohenstein (Lithografie, Berlin ca. 1820)

Wilhelm Ludwig Georg Graf zu Sayn-Wittgenstein-Hohenstein (seit 1804 Fürst) (* 9. Oktober 1770 auf Schloss Wittgenstein; † 11. April 1851 in Berlin) war ein preußischer Staatsmann und Vertrauter von Friedrich Wilhelm III. Er trug maßgeblich zum Ende der preußischen Reformen bei und war eine der Triebkräfte der Restaurationsära in Preußen.

## Aufstieg
Wilhelm war der zweite Sohn von neun Kindern des Grafen Johann Ludwig zu Sayn-Wittgenstein-Hohenstein (1740–1796) und dessen erster Ehefrau Friederike Louise Charlotte, geborene Gräfin von Pückler-Limpurg (1746–1772). Insofern kam er für eine Regentschaft in der Grafschaft Sayn-Wittgenstein-Hohenstein nicht in Betracht.
Er studierte ab Mai 1786 in Marburg Rechtswissenschaften. Danach war er Höfling am Hof von Kurfürst Karl Theodor von der Pfalz. Im Jahr 1791 wurde er zum kurpfälzisch-bayerischen Geheimen Rat ernannt. In dieser Zeit stellte er ein Regiment für die emigrierten Prinzen der französischen Königsfamilie auf und war daher auch Obrist in königlich-französischen Diensten. Während des Mainzer Fürstentages von 1792 soll er wegen seiner Verbindung zur Emigration kurzzeitig inhaftiert worden sein.
Für den preußischen Hof ging er nach Kassel, um ein Darlehen von 1 Million Taler aufzunehmen. Darüber hinaus war er auch in eigener Sache finanziell tätig. In Kassel wurde ein Bankgeschäft in seinem Namen betrieben.
Zwischen 1797 und 1805 war Wittgenstein Oberhofmeister der preußischen Königin beziehungsweise Königinmutter Friederike von Hessen-Darmstadt. 1804 wurde er wie auch sein Bruder Friedrich Carl (1766–1837) in den Reichsfürstenstand erhoben. Außerdem war er außerordentlicher Gesandter und bevollmächtigter Minister in Kassel. Auch nach dem Thronwechsel hatte er das Vertrauen des neuen Königs Friedrich Wilhelm III. Neben Hessen-Kassel war Wittgenstein seit 1805 auch Gesandter in Hessen-Darmstadt und Oranien-Nassau.
Nach der Niederlage Preußens 1806 übernahm Wittgenstein eine diplomatische Mission nach England, um dort eine Anleihe aufzunehmen und zu sondieren, ob Großbritannien zu einem militärischen Eingreifen in Norddeutschland bereit sei. Die Reise war erfolglos. Wittgenstein wurde von den Franzosen in Hamburg unter dem Vorwurf einer Anschlagsplanung auf Napoléon verhaftet. Nach seiner Verhaftung versuchte sich Wittgenstein gegenüber der französischen Regierung zu entlasten, indem er den Freiherrn vom Stein öffentlich kritisierte. Dies verstärkte noch Steins Abneigung gegen Wittgenstein. Stein schrieb über Wittgenstein: „Fürst Wittgenstein besaß alle Eigenschaften, um ohne Kenntnisse, inneren Gehalt und Tüchtigkeit, sich eine vorteilhafte Stellung im Leben zu verschaffen; schlau, kalt, berechnend, beharrlich, bis zur Kriecherei biegsam; auf ihn passte die Maxime: qu’un vrai courtisan doit être sans honneur et sans humeur.“ [Ein wahrer Höfling muss ohne Ehre und Charakter sein.]

## Polizeiminister
Nach der Rückkehr des preußischen Hofes nach Berlin beziehungsweise Potsdam wurde Wittgenstein 1810 Oberkammerherr. In dieser Zeit war er maßgeblich mitbeteiligt an der Wiederberufung von Karl August von Hardenberg. Im Jahr 1811 plädierte Wittgenstein für eine stärkere Anlehnung an Frankreich.
Ab 1812 war er als Geheimer Staatsrat Leiter der preußischen Polizei. Bereits zu dieser Zeit war er maßgeblich verantwortlich für die Verfolgung der nationalen und liberalen Bewegung in Preußen. Er ließ den Tugendbund zerschlagen und war an der Verhaftung von Justus von Gruner beteiligt. In der Zeit der Befreiungskriege verlor Wittgenstein zeitweise an politischem Einfluss.
Gleichwohl wurde er 1814 Polizeiminister und in dieser Funktion seit 1817 zudem Mitglied des preußischen Staatsrates. Dabei stand Wittgenstein in enger Verbindung mit Metternich und wirkte auf den König in dessen Sinne ein. Neben dem Kronprinzen den späteren Friedrich Wilhelm IV. war er einer der Führer der altständisch oder bürokratische orientierten Reaktionspartei, die in Opposition zur Reformpolitik Hardenbergs stand und immer stärker an Einfluss gewann.
In der beginnenden Reaktionsära verschärfte Wittgenstein die Verfolgung der politischen Opposition. Während Hardenberg das Verbot der Burschenschaften in Preußen von 1817 nach dem Wartburgfest als zeitweise taktisches Entgegenkommen gegenüber den reaktionären Kräften ansah, suchte Wittgenstein mit Hilfe eines umfassenden Spitzelsystems neue Beweise. Darüber hinaus wurde in Berlin jede liberale Gesinnung bekämpft. Wittgenstein trug mit seiner Politik zur reaktionären Umgründung des deutschen Bundes stark bei.
Zeitweise versuchte er auch, Hardenberg wegen dessen Verfassungsplänen zu stürzen. Auch wenn ihm das nicht gelang, war er mitverantwortlich dafür, den Einfluss des antireformerischen Flügels in der preußischen Regierung zu stärken. Nach der Ermordung von August von Kotzebue war Wittgenstein einer der Haupttriebkräfte der Demagogenverfolgung. Die Karlsbader Beschlüsse wurden nicht zuletzt wegen Wittgenstein in Preußen schärfer als in den meisten anderen Staaten des deutschen Bundes umgesetzt.

## Minister des königlichen Hauses
Im Jahr 1819 legte Wittgenstein sein Amt als Polizeiminister nieder und wurde Minister des königlichen Hauses. Wenn auch nicht mehr so unmittelbar wie zuvor, setzte er die Reaktionspolitik fort. Als Mitglied der Ministerialkommission, die für politische Untersuchungen zuständig war, setzte er sich für harte Maßnahmen ein, die beispielsweise Militäreinsätze wie in der Berliner Schneiderrevolution 1830 zur Folge hatten. Als Mitglied der Finanz- und Verfassungsreform gehörte er zu denjenigen, die immer öfter Hardenbergs Reformvorstellungen zum Scheitern brachten.
Wie schon 1817 und 1819 arbeiteten Metternich und Wittgenstein nach dem Hambacher Fest von 1832 eng zusammen. Für beide war dies ein willkommener Anlass, um die polizeilichen Maßnahmen gegen die Opposition wieder zu verstärken. Wittgenstein kommentierte dazu zynisch: „Mir sind die Sachen noch nicht toll genug, und ich hätte gewünscht, das von p. [dem besagten] Wirth und Consorten die Absetzung des Königs von Bayern förmlich dekretiert, ein Protokoll darüber aufgenommen und von allen Anwesenden unterzeichnet worden wäre.“
Nach dem Tod Friedrich Wilhelm III. trat er politisch eher in den Hintergrund, blieb aber noch bis 1851 Minister des königlichen Hauses. Wittgenstein war unverheiratet und starb ohne Nachkommen.